# 瓦連卡
49°18′8″N 27°39′40″E / 49.30222°N 27.66111°E
瓦倫卡（烏克蘭語：Варенка）是位於烏克蘭西部的村莊，由赫梅利尼茨基州裡赫梅利尼茨基區的萊蒂奇夫市鎮負責管轄。該村面積1.12平方公里，海拔高度322米，2001年人口168，人口密度每平方公里150.4人。